# 哥伦比亚—加纳关系
哥伦比亚－加纳关系是指拉丁美洲国家哥伦比亚共和国和非洲国家加纳共和国之间的双边关系。兩國均為不結盟運動、77國集團成員國。

## 政治交流
1988年6月23日，哥伦比亚与加纳建立外交关系，此后两国关系友好发展。
2014年2月，加纳外交与地区一体化部部长汉娜·特塔赫访问了哥伦比亚，在麦德林与哥伦比亚政府就雙邊關係狀況，双边合作、貿易和投資機會等议题进行了会谈。同年4月，联合国第七届世界城市论坛在麦德林举行，加纳总统约翰·德拉马尼·马哈马赴会，并得到了哥伦比亚总统胡安·曼努埃尔·桑托斯的接见。
2016年9月，在第71屆聯合國大會期间，哥倫比亞外交部長玛丽亚·安赫拉·奥尔古因會見了加纳外交与地区一体化部部长汉娜·特塔赫。

### 外交机构
2013年8月，哥倫比亞與太平洋聯盟的其他成員國智利、秘魯、墨西哥共同在阿克拉開設了大使馆，为哥伦比亚在西非的首个大使馆。馆务辖区尚包括西非诸国以及中部非洲的喀麦隆、圣多美和普林西比。但加纳尚未在哥伦比亚建立大使馆，对哥伦比亚的相关事务由加纳驻巴西大使馆兼辖。

## 经济交流

### 经贸关系
据經濟複雜性研究中心统计，2020年，哥伦比亚向加纳出口了292万美元，同比2019年下降了12.7%，为加纳在拉丁美洲的第五大进口伙伴，主要出口园艺用具、橡胶轮胎等产品。同年，哥伦比亚则从包括加纳在内的非洲国家进口了1560万美元的产品。

## 協定
| 日期   | 簽署                                                                     | 備註  |
| ------ | ------------------------------------------------------------------------ | ----- |
| 2014年 | 《政治協商諒解備忘錄》                                                   | [ 3 ] |
| 2015年 | 《關於防止消費毒品和打擊非法販運精神藥物、化學前體及相關犯罪的合作協議》 | [ 3 ] |
| 2015年 | 《哥伦比亚体育部與加納青年和體育部合作諒解備忘錄》                       | [ 3 ] |
| 2016年 | 《外交及公務護照免簽証協定》                                             | [ 3 ] |